# Pieter Boskma
Pieter Theodorus Boskma (Leeuwarden, 9 mei 1956) is een Nederlandse dichter en schrijver.

## Carrière
Boskma studeerde tussen 1977 en 1984 onder andere Nederlands, Engels, Indonesisch, Kunstgeschiedenis van Oost-Azië en antropologie aan de Universiteit van Amsterdam. Hij debuteerde in 1984 met de dichtbundel Virus Virus, uitgegeven in eigen beheer in samenwerking met Paul van der Steen. In hetzelfde jaar richtten Van der Steen en hij het tijdschrift Virus op. Van 1986 tot 1988 was hij werkzaam als conservator van de afdeling Indonesië in het Rijksmuseum voor Volkenkunde te Leiden. In 1987 bracht uitgeverij In de Knipscheer zijn bundel Quest uit. Hiervoor werd hij onderscheiden met de Aanmoedigingsprijs voor literair talent van de Stichting De Avonden, en genomineerd voor de C. Buddingh'-prijs. Eind jaren tachtig was hij betrokken bij de poëziebeweging de Maximalen.
Vanaf 1990 werkte hij een aantal jaren als poëziedocent aan de Schrijversvakschool 't Colofon. Hij publiceerde niet alleen in alle literaire bladen en de meeste landelijke kranten en opniemagazines, maar ook in bladen als Playboy en Avenue, en in meer dan honderd bloemlezingen. Daarnaast werkte hij voor de VPRO- en NPS-radio. In 1993 verscheen zijn eerste prozawerk: Een foto van God. Inmiddels waren diverse dichtbundels van zijn hand verschenen. In 1996 publiceerde hij onder het pseudoniem Laura van der Galiën de bundel Zeventien. Tevens stelde hij bloemlezingen samen uit het werk van zijn in 1991 overleden vriend Van der Steen (Van gelijke duisternis) en Herman Gorter (Ik vind je zo lief en zo licht).
In 2002 waagde Boskma zich voor het eerst aan een episch werk, De aardse komedie.
Boskma verwerkte de dood van zijn echtgenote Monique Orth (1958-2008) met een drieluik. Het eerste deel daarvan is de bundel Doodsbloei uit 2010, met het ongewoon grote aantal van 252 gedichten, veelal in sonnetvorm, de neerslag van het rouwproces ; de bundel werd diverse malen herdrukt. Het tweede deel, de bundel Mensenhand uit 2012, bevat 39 zelfportretten. Beide bundels handelen over het ontkomen aan de krankzinnigheid van de rouw. Voor deze bundel werd Boskma de Ida Gerhardt-Poëzieprijs 2014 toegekend. Het derde deel, de bundel Zelf uit 2014, bestaat uit veertig zelfportretten waarin het afscheid van de rouw en het omarmen van taal en poëzie centraal staat. Deze bundel leverde Boskma een nominatie voor de VSB Poëzieprijs 2016 op. In 2016 ontving hij tevens de Rabobank Cultuurprijs Letteren voor zijn hele oeuvre.
Boskma's werk werd vertaald in onder meer het Engels, Duits, Fries, Frans, Chinees en Italiaans. Pieter Boskma was geruime tijd redacteur van het poëzietijdschrift Awater. In 2003 had hij zitting in de jury van de P.C. Hooft-prijs die in dat jaar werd toegekend aan H.H. ter Balkt.

## Varia
Zijn gedicht 'Het hoogste lied' is als poëzietableau opgenomen in het plaveisel van de Sophialaan in zijn geboortestad Leeuwarden. In de eerste strofe staat onder andere: 'De hemel is Mariablauw en de zon schijnt / opgetogen als ik word geboren, zingende, / naar men zegt, gelijk de vogelen'. De plek voor het gedicht is bewust gekozen. Het gedicht in steen kwam te liggen niet ver van 'de zwarte wanden van een imposante toren, onlangs verrezen in het hart van mijn geboortestad' zoals hij in de derde strofe van het gedicht aangeeft. Het poëzietableau maakt nu deel uit van de ruim 55 gedichten van vooraanstaande dichters in de Poëzieroute Leeuwarden.